# Fjodor Machnov

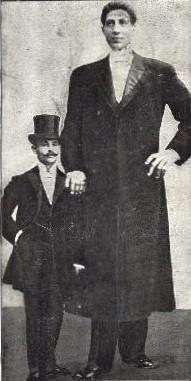
Fjodor Machnov

Fjodor Andrejevitsj Machnov (Russisch: Фёдор Андреевич Махнов, Wit-Russisch: Фёдор Андрэевіч Махнов, Fiodar Andrejevitsj Makhnov) (Kostjoeki (Gouvernement Vitebsk), 6 juni 1878 - 28 augustus 1912) wordt soms genoemd als mogelijk de langste man die ooit geleefd heeft. Hij zou 2,85 meter groot zijn geweest.

## Biografie
Op zijn twaalfde had Machnov al een lengte van twee meter. Tevens bleek hij erg sterk te zijn. Op veertienjarige leeftijd kreeg hij een contract aangeboden bij de Duitse circusdirecteur Otto Bilinder, waarna Machnov door Europa om zijn grote lengte en kracht te tonen. Toen hij zestien was, bleek hij een lengte te hebben van 2,53 meter. Hij toerde in totaal negen jaar door Europa heen. Bij terugkomst in zijn dorp kocht hij een huis dat hij aan zijn lengte liet aanpassen. Machnov was door zijn reizen een welvarend man geworden. Hij trouwde met de 2,15 meter lange onderwijzeres Jefrosinja Lebedeva. Het paar kreeg drie zoons en twee dochters.
Machnov verdiende zijn geld met landbouw, het fokken van paarden en de import van Duitse landbouwmachines. Daarnaast trad hij nog regelmatig op als reus en als worstelaar. Op affiches werd hem een lengte van 2,85 meter toegekend.
In 1905 vertrok hij met zijn gezin naar Europa om daar door diverse landen te toeren en zelfs de paus te bezoeken. Een jaar later maakte het gezin de oversteek naar de Verenigde Staten, waar hij president Roosevelt ontmoette, evenals acteur en medegigant George Auger.
Machnov stierf in 1912 als gevolg van longontsteking en waarschijnlijke complicaties van acromegalie. Er zijn echter ook verhalen bekend waarin wordt gesteld dat hij was vergiftigd door rivalen of jaloerse concurrenten, maar er is geen bewijs voor beschikbaar. Zelf was Machnov angstig geworden door de aanbiedingen van wetenschappers, die hem hadden gevraagd om zijn lichaam ter beschikking te stellen na zijn dood, en hij vreesde dat iemand hem om die reden zou vermoorden.
In ruil voor een fors geldbedrag stonden zijn nabestaanden toe dat in 1939 het stoffelijk overschot van Machnov werd opgegraven en in het museum van de universiteit van Minsk werd tentoongesteld. Tijdens de Tweede Wereldoorlog werd de universiteit echter verwoest.